# FrameNet
FrameNet è un progetto svolto presso l'International Computer Science Institute a Berkeley, California che consiste nella produzione di una risorsa elettronica basata sui cosiddetti frame semantici. Un frame semantico fornisce una codifica schematizzata di una situazione, uno stato o un evento con l'ausilio di unità lessicali (ad esempio, per il frame compravendita, le parole comprare, vendere, costo, ecc.) e di ruoli semantici specifici per il frame (ad esempio, compratore, venditore, denaro, bene, ecc.).
Il database lessicale di FrameNet contiene circa 12.000 unità lessicali (ovvero coppie di parole con il loro significato), 1.000 frame semantici e oltre 170.000 frasi di esempio. La finalità del progetto è di fornire un inventario di situazioni ed eventi per abilitare la comprensione di un testo mediante tecniche di elaborazione del linguaggio naturale che siano in grado di associare automaticamente uno o più frame a ogni frase del testo stesso (disambiguazione di frame) insieme ai corrispondenti ruoli semantici (Gildea e Jurafsky, 2002).

## Esempio
Un esempio di frame codificato in FrameNet è quello di scenario del commercio (in inglese, commerce scenario). Le unità lessicali che appartengono al frame sono le seguenti:
```
  
(
EN
) 
buyer, commerce, cost, goods, price, purchaser, retailer, seller, vendor
  compratore, commercio, costo, beni, prezzo, acquirente, venditore, rivenditore
```

I ruoli semantici codificati per il frame sono:
- Buyer: rappresenta il compratore che possiede il denaro per acquistare i beni.
- Goods: rappresenta i beni che vengono venduti
- Money: rappresenta il denaro utilizzato nella transazione
- Seller: rappresenta il venditore che possiede i beni da vendere

Infine, una frase di esempio annotata con il frame scenario del commercio è la seguente:
```
  
(
EN
) 
Mario
 bought 
a carpet
 
from the seller
 
for 1000 euros
.
  
Mario
 ha acquistato 
dal negoziante
 
un tappeto
 
per 1000 euro
.
```